# Ignacio Fideleff
Ignacio David Fideleff (Rosario, Provincia de Santa Fe, Argentina, 4 de julio de 1989) es un exfutbolista argentino. Se desempeñaba como defensor central.

## Trayectoria

### Newell's Old Boys
Debutó en el año 2008 como defensa en Newell's Old Boys por la lesión de Nicolás Spolli, bajo la conducción técnica de Ricardo Caruso Lombardi. En su partido debut en la primera división del club rojinegro, se llevó todas las luces al marcar un buen gol de cabeza en un partido contra Lanús que terminó empatado 1-1.

### Napoli
El 31 de agosto de 2011 fichó por el Napoli italiano, en una cifra que ronda el millón y medio de euros.Se cree que fue un sustituto del español Víctor Ruiz Torre, que fue vendido al Valencia y Salvatore Aronica, que estaba lesionado. Inicialmente, su contrato era por 2 años, que después de 1 año se extendió por 5 años hasta 2017. Debutó en la Serie A el 21 de septiembre ante el Chievo Verona. Durante la temporada en la ciudad del Golfo, jugó cuatro partidos en la liga. El 20 de mayo de 2012, Ignacio se convirtió en el campeón de la Copa Italia con el SSC Napoli, venciendo a la Juventus por 2-0 en la final.

### Cesiones
El 14 de julio  de 2012 fue cedido a préstamo al Parma, con una opción de compra del 50% de los derechos económicos del jugador, disputando apenas un solo partido.
El 30 de enero de 2013 pasó a préstamo al Maccabi Tel Aviv de Israel, donde jugó 7 partidos y ganó la Ligat ha'Al.
En agosto de 2013 volvió a su país, marchándose en calidad de cedido al Tigre; con el club de Victoria estuvo bajo las órdenes del director técnico Diego Cagna y sumó 17 presencias.
El 21 de agosto de 2014 fue cedido otra vez a préstamo, esta vez al Ergotelis griego.
El 10 de enero de 2016 fue presentado como nuevo jugador de Nacional de Paraguay, que venía de ser subcampeón de la Copa Libertadores en 2014 y estaba armando un equipo competitivo para esa temporada.
En enero de 2018, Fideleff firmó con el ÍBV islandés. En abril se informó que había sido liberado por el ÍBV debido a una lesión.
Fideleff se mudó a Malta en el verano de 2019 y firmó con el club maltés Santa Lucía el 5 de julio de 2019.
Luego de 12 años de carrera, varias lesiones y sumando la pandemia que comenzó a principios de 2020, Ignacio decidió retirarse del fútbol a los 30 años. Actualmente cuenta con licencia para ser director técnico otorgada por la Federación Italiana de Fútbol, la cual realizó mientras vivía en Italia. Hoy se encuentra dirigiendo las divisiones inferiores de Crucero del Norte.

## Selección nacional
Ha sido internacional con la selección Argentina Sub-20, integrando el plantel que disputó el Campeonato Sudamericano Sub-20 de 2009 y dirigido por el director técnico de ese entonces Sergio Batista.Dicho plantel fue sparring de la selección argentina durante 2009, la cual contaba con jugadores destacados como Gabriel Heinze, Javier Zanetti, Juan Sebastián Verón, Pablo Aimar, Ángel Di María, Sergio Agüero, Carlos Tévez, Diego Milito, Gonzalo Higuaín, Maximiliano Rodríguez y Lionel Messi, entre otros.

## Clubes
| Club                      | País      | Año         |
| ------------------------- | --------- | ----------- |
| Newell's Old Boys         | Argentina | 2007 - 2011 |
| Napoli                    | Italia    | 2011 - 2017 |
| Parma (cedido)            | Italia    | 2012        |
| Maccabi Tel Aviv (cedido) | Israel    | 2013        |
| Tigre (cedido)            | Argentina | 2013 - 2014 |
| Ergotelis (cedido)        | Grecia    | 2014 - 2015 |
| Nacional (cedido)         | Paraguay  | 2016 - 2017 |
| ÍBV (cedido)              | Islandia  | 2018        |
| PS Kemi                   | Finlandia | 2018        |
| Santa Luċija              | Malta     | 2019 - 2020 |

## Palmarés

### Campeonatos nacionales
| Título      | Club                  | País   | Año         |
| ----------- | --------------------- | ------ | ----------- |
| Copa Italia | S. S. C. Napoli       | Italia | 2011 - 2012 |
| Ligat ha'Al | Maccabi Tel Aviv F.C. | Israel | 2012 - 2013 |